# Sphenomorphus zimmeri
Sphenomorphus zimmeri är en ödleart som beskrevs av  Ahl 1933. Sphenomorphus zimmeri ingår i släktet Sphenomorphus och familjen skinkar. Inga underarter finns listade i Catalogue of Life.
Artepitetet i det vetenskapliga namnet hedrar den tyska zoologen Carl Wilhelm Erich Zimmer.